# Gummitryck
Gummitryck är ett fotografiskt förfarande på papper täckt med en blandning av kaliumbikromat och ljuskänsligt gummi arabicum. Då denna kolloid i ogarvat tillstånd är löslig i kallt vatten, kan de oexponerade delarna lösas upp med kallt vatten. Exponeras papperet genom ett negativ erhålls således en positiv bild.
Under fixeringsprocessen kan bildens färgtoner kontrolleras, detaljer tas bort etc. Kopior som skiljer sig från varandra kan göras efter samma negativ.
Att en blandning av kaliumbikromat och gelatin är ljuskänslig, och att den av ljuset bildade sönderdelningsprodukten garvar gelatinet, upptäcktes 1852 av engelsmannen Fox Talbot.
Gummitryck ställdes först ut 1858 och var mycket omtyckta av konstfotografer under det sena 1800-talet.
Bilden blir mindre detaljrik, vilket ofta eftersträvas för att få en konstnärlig effekt.
Vid kombinationsgummitrycket kopierar man bilden flera gånger på samma papper, varvid för varje ny kopiering sensibiliseringslösningens sammansättning förändras. Bildens karaktär kan då förändras, eventuellt genom manuella ingrepp, och det väsentliga betonas, utan att vara bunden vid negativets detaljinnehåll. Gummitrycket, speciellt kombinationsgummitrycket, har därför fått användning såsom konstnärligt uttrycksmedel.
Metoden är arbetsintensiv, men ger ett konstnärligt uttryck och används därför av några fotokonstnärer än i dag. Den framställda bilden har god arkivbeständighet.